# Moderador nuclear
Em engenharia nuclear, um moderador nuclear ou moderador de neutrões é um meio que reduz a velocidade de neutrões rápidos, tornando-os neutrões térmicos capazes de sustentar uma reação nuclear em cadeia envolvendo urânio-235.
Moderadores normalmente utilizados incluem água leve (75% dos reactores mundiais), grafite sólida (20% dos reactores) e água pesada (5% dos reactores).
O berílio tem também sido utilizado em alguns tipos experimentais de moderadores, e os hidrocarbonetos têm sido sugeridos como outra possibilidade.

## Moderação
Os neutrões estão normalmente ligados num núcleo atómico, e não permanecem livre durante muito tempo na natureza, já que o neutrão livre tem meia-vida de menos de 15 minutos. Os neutrões, para serem livres, deverão ser libertados do núcleo e, para isso, é necessário superar a energia de ligação nuclear, que varia tipicamente entre os 7 e 9 MeV para a maioria dos isótopos. As fontes de neutrões geram neutrões livres por uma série de reacções nucleares, incluindo a fissão e a fusão nucleares. Qualquer que seja a fonte de neutrões, estes são libertados com energias de vários MeV.
Sendo a energia cinética, {\displaystyle E}, relacionada com a temperatura pela equação
{\displaystyle E={\frac {1}{2}}mv^{2}={\frac {3}{2}}k_{B}T},
a temperatura neutrónica característica de um neutrão livre (com energias de alguns MeV) é de várias dezenas de milhões de graus Celsius.
Moderação é o processo de redução da elevada energia cinética inicial do neutrão livre. Como a energia se conserva, esta redução de energia cinética do neutrão dá-se mediante a transferência dessa energia para um material conhecido como moderador. O processo é também conhecido como abrandamento do neutrão, já que uma redução da energia implica uma redução na velocidade.
A probabilidade de dispersão de um neutrão por um núcleo é dada pela secção eficaz nuclear. As primeiras duas colisões com o moderador podem ter energias suficientemente altas para excitar os núcleos do moderador. Tais colisões são inelásticas, já que alguma da energia cinética é transformada em energia potencial por excitação de alguns graus de liberdade internos do núcleo, formando um estado excitado. À medida que a energia do neutrão é diminuida, as colisões tornam-se predominantemente elásticas, i.e., a energia cinética total e o momento do sistema (formado pelo neutrão e pelo núcleo) são conservados.
Dado que os neutrões têm muito menor massa em comparação com a maior parte dos núcleos atómicos, o meio mais eficiente de lhes remover energia cinética é pela escolha de um núcleo moderador que tenha massa aproximadamente igual.

Colisão elástica de massas iguais

Uma colisão de um neutrão, que tem massa 1, com um núcleo ¹H (um protão) pode resultar na perda de toda a energia daquele numa só colisão frontal. Mais genericamente, é necessário levar em consideração não apenas as colisões frontais mas também as oblíquas (onde as velocidades fazem ângulos entre si diferentes de 180°). A redução média logarítmica de energia do neutrão por colisão, {\displaystyle \xi }, depende apenas da massa atómica do núcleo, {\displaystyle A}, e é dada por:
{\displaystyle \xi =\ln {\frac {E_{0}}{E}}=1+{\frac {(A-1)^{2}}{2A}}\ln \left({\frac {A-1}{A+1}}\right)}.
Este resultado pode ser sujeito a aproximações, obtendo-se a forma simples {\displaystyle \xi \simeq {\frac {2}{A+1}}}.
Desta expressão pode-se deduzir {\displaystyle n}, o número esperado de colisões do neutrão com núcleos de determinado tipo, número esse que é o necessário para reduzir a energia cinética do neutrão de {\displaystyle E_{0}} para {\displaystyle E}{\displaystyle :n={\frac {1}{\xi }}(\ln E_{0}-\ln E)}.

Neutrões (vermelho) em equilíbrio térmico com um moderador hipotético de núcleos livres de hidrogénio (azul) e por eles sofrendo espalhamento elástico. Os núcleos ganham movimento termicamente activado, transferindo energia cinética uns aos outros. Como os neutrões têm essencialmente a mesma massa que os protões, e nesta animação não estão incluidas as absorções dos neutrões por parte dos núcleos, a distribuição de velocidades de ambos os tipos de partículas seria adequadamente descrita pela distribuição de Maxwell-Boltzmann.

### Escolha de materiais moderadores
Alguns núcleos têm maiores secção eficaz de absorção do que outros, o que remove neutrões livre do fluxo. Consequentemente, um critério suplementar para um moderador eficiente consiste na escolha de um material para o qual este parâmetro seja reduzido. A eficiência moderadora dá a razão entre as secções eficazes de dispersão ({\displaystyle \Sigma _{s}}) pesadas por {\displaystyle \xi }, e as secções eficazes de absorção {\displaystyle \Sigma _{a}}, ou seja: {\displaystyle {\frac {\xi \Sigma _{s}}{\Sigma _{a}}}}. Para um composto moderador constituido por mais do que um elemento, como por exemplo água leve ou pesada, é necessário levar em conta os efeitos moderador a absorvedor do isótopo de hidrogénio e do átomo de oxigénio no cálculo de {\displaystyle \xi }. Para trazer um neutrão de uma energia de fissão {\displaystyle E_{0}=2} MeV para {\displaystyle E=1} eV requer um {\displaystyle n} esperado de 16 e 29 colisões para H2O e D2O, respectivamente. Assim, os neutrões são mais rapidamente moderados por água leve, já que o hidrogénio têm {\displaystyle \Sigma _{s}} francamente superior. No entanto, têm também um {\displaystyle \Sigma _{a}} superior, pelo que a eficiência moderadora é cerca de 80 vezes maior para água pesada do que para água leve.
O moderador ideal tem massa reduzida, elevada secção eficaz de dispersão, e baixa secção eficaz de absorção.

### Distribuição de velocidades neutrónicas após a moderação
Após um número suficiente de impactos, a velocidade do neutrão será comparável à velocidade dos núcleos dada por movimento térmico; este neutrão será então denominado neutrão térmico, e o processo pode ser também denominado de termalização. Para um sistema de esferas rígidas com dispersão elástica, em equilíbrio a uma determinada temperatura, a distribuição de velocidades (energias) esperadas é dada pela distribuição de Maxwell-Boltzmann. Tal modelo matemático deve sofrer ligeiras modificações quando aplicado a um moderador real devido à dependência da velocidade (energia) que a secção eficaz de absorção da maior parte dos materiais apresenta, pelo que neutrões de baixa velocidade são preferencialmente absorvidos e, assim, a verdadeira distribuição de velocidades dos neutrões no núcleo do reactor poderá ser ligeiramente superior ao previsto pela teoria.

## Moderadores em reactores
Num reactor nuclear térmico, o núcleo de um elemento combustível pesado como o urânio absorve um neutrão livre de baixa velocidade, tornando-se instável e fissionando-se em dois átomos menores ("produtos da fissão"). O processo de fissão para o núcleos de 235U gera dois produtos de fissão, dois a três neutrões livres de alta velocidade, e uma determinada quantidade de energia essencialmente manifestada em energia cinética dos produtos de fissão ejectados. Os neutrões livres são emitidos com energia cinética na ordem dos 2 MeV cada. Como, numa reacção de fissão de urânio, o número de electrões livres libertados é superior ao número de neutrões térmicos necessários para iniciar essa mesma reacção, a reacção pode tornar-se auto-sustentada — uma reacção em cadeia — em condições controladas, libertando, assim, uma quantidade tremenda de energia (veja artigo Fissão nuclear).

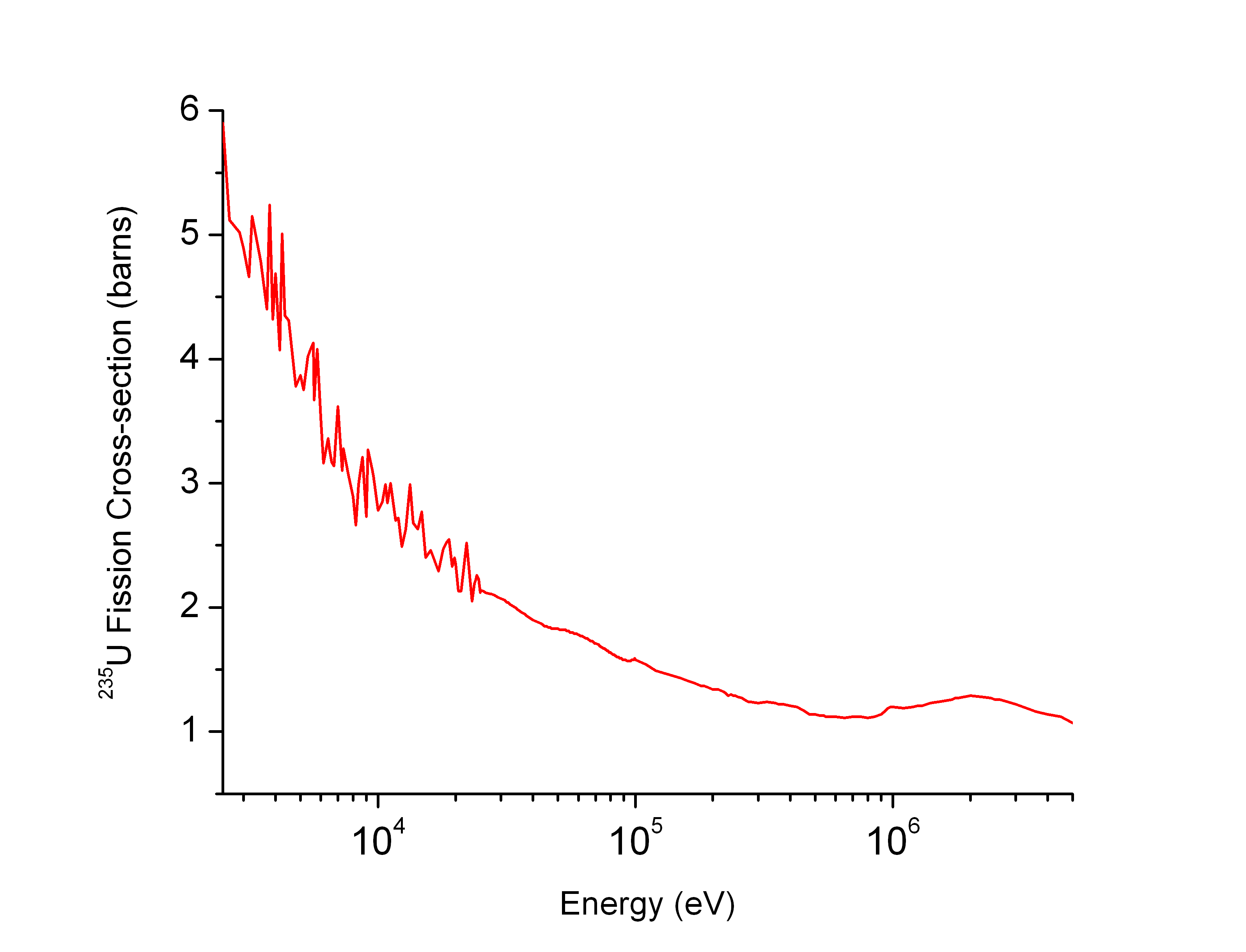
Secção eficaz (barns) em função da energia do neutrão para ^{235}U, mostrando o aumento da probabilidade de fissão para energias neutrónicas mais baixas.

A probabilidade de eventos de fissão ulteriores é determinada pela secção eficaz de fissão, a qual depende da velocidade (energia) dos neutrões incidentes. Para reactores térmicos, os neutrões de altas energias (da ordem dos MeV) são muito menos susceptíveis de causar fissões adicionais, não sendo, no entanto, impossível que tais neutrões causem fissão, apenas mais improvável. Estes neutrões rápidos, movendo-se a aproximadamente 10% da velocidade da luz, deverão ser abrandados ou "moderados" (tipicamente para velocidades de alguns kilómetros por segundo) para que lhes seja possível causarem fissão nuclear em núcleos de 235U vizinhos e, assim, prosseguir a reacção em cadeia. Esta velocidade é equivalente às velocidades transmitidas às partículas por agitação térmica a temperaturas de algumas centenas de graus Celsius.
Em todos os reactores moderados, alguns neutrões de todos os patamares de energia produzirão fissão, incluindo os neutrões rápidos. Alguns reactores têm maior taxa de termalização que outros; por exemplo, num reactor CANDU praticamente todas as reacções de fissão são produzidas por neutrões térmicos, enquanto que num reactor de água pressurizada (PWR) uma fracção considerável de fissões é produzida por neutrões de alta energia. Na proposta do reactor arrefecido a água SCWR, a proporção de fissões rápidas pode exceder os 50%, tornando-o, tecnicamente, um reactor nuclear rápido. Um reactor deste tipo não usa moderadores, dependendo a sustentação da reacção em cadeia da fissão produzida por neutrões rápidos não-moderados.
Moderadores são também usados em fontes de neutrões não-reactoras, como o plutónio-berílio e fontes de espalação.

## Forma e localização
A forma e localização do moderador pode influenciar significativamente o custo e segurança do reactor. Inicialmente, os moderadores eram blocos de grafite de elevada pureza, fabricados com alta precisão, e com tubagens internas para dissipação de calor. Encontravam-se situados na parte mais quente do reactor e, portanto, sujeitos a corrosão e ablação. Em alguns materiais, incluindo grafite, o impacto dos neutrões com o moderador pode acumular neste níveis perigosos de energia de Wigner. Na central de Windscale (Cúmbria, Inglaterra) este problema causou um incidente que ficou conhecido como Incêndio de Windscale.
Alguns moderadores de reactores de leito de esferas são, não apenas simples, mas também baratos: o combustível nuclear é infiltrado em esferas de carbono pirolítico de qualidade adequada a um reactor, de tamanho similar a bolas de ténis. O espaço entre as esferas serve como tubagem. O reactor é operado acima da temperatura de recozimento (do inglês annealing) de Wigner (250 °C) para que a grafite não acumule níveis perigosos de energia de Wigner.
Em reactores CANDU e PWR, o moderador é água líquida. Num eventual acidente de perda de líquido de arrefecimento, o moderador é também perdido e a reacção cessará. Esta é uma importante característica de segurança deste tipo de reactores.

## Impurezas do moderador
Bons moderadores são livres de impurezas absorvedoras de electrões como o boro. Em centrais nucleares comerciais, o moderador contém tipicamente boro dissolvido. A concentração de boro no refrigerador do reactor pode ser mudada pelos operadores mediante a adição de ácido bórico ou a diluição da concentração pela adição de água, regulando, assim, a potência do reactor. O programa atómico da Alemanha na Segunda Guerra Mundial sofreu um revés substancial quando os seus moderadores de grafite baratos se mostraram impróprios. Naquela altura, a maioria das grafites era depositada em eléctrodos de boro, e a grafite comercial alemã continha este elemento em demasia. Como o programa nuclear alemão nunca descobriu este problema, foram forçados a usar os muito mais dispendiosos moderadores de água pesada. Nos Estados Unidos, Leó Szilard, um antigo engenheiro químico, descobriu o problema.

## Moderadores distintos da grafite

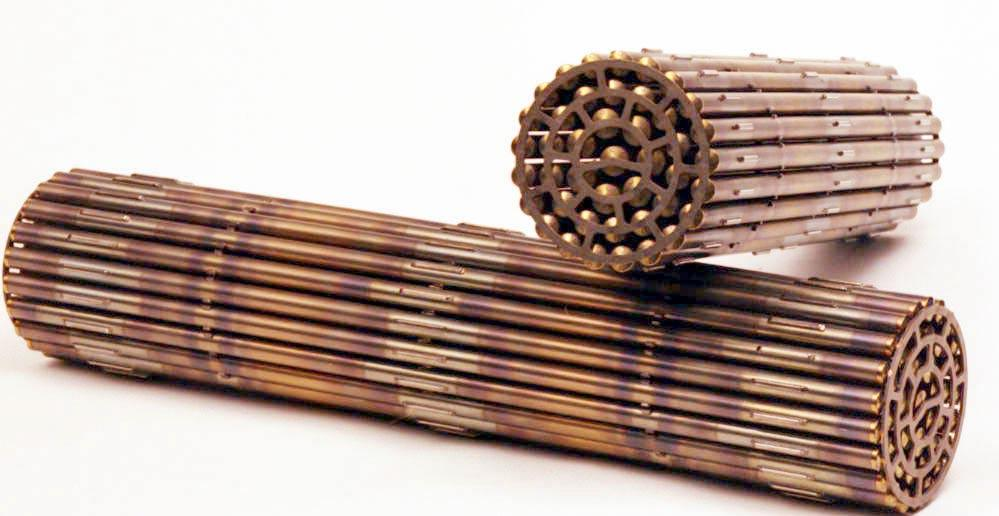
Feixes de combustível CANDU
Dois feixes de barras de combustível de um reactor CANDU, cada um com cerca de 50 cm de comprimento e 10 cm de diâmetro. Foto cortesia de Atomic Energy of Canada Ltd.

Alguns moderadores, como o berílio e água de qualidade de reactor, são extremamente caros. O tipo de água referido deverá ter um grau de pureza de 99,75% para permitir reacções com urânio não-enriquecido. Tal é difícil de preparar porque tanto a água pesada como a água leve formam as mesmas ligações químicas quase da mesma forma, apenas a velocidades ligeiramente diferentes.
O moderador de água leve (essencialmente água normal extremamente pura) é muito mais barato e absorve demasiados neutrões para ser usado com urânio não-enriquecido, pelo que o enriquecimento de urânio ou o reprocessamento nuclear se tornam necessários para operar tais reactores, aumentado os custos globais. Tanto o enriquecimento como o reprocessamento são métodos dispendiosos e tecnologicamente desafiantes e, adicionalmente, ambos podem ser usados para criar material passível de ser usado em armas, levantando preocupações relacionadas com a sua proliferação. Actualmente, estão em desenvolvimento esquemas de reprocessamento mais resistentes ao fenómeno da proliferação.
O moderador do reactor de tipo CANDU tem também uma função de segurança. Um grande tanque de água pesada a baixa pressão e temperatura modera os neutrões e também actua como dissipador de calor em acidentes de perda de líquido de arrefecimento. O tanque está separado das barras de combustível (na imagem ao lado) que geram o calor. A água pesada é muito eficaz no abrandamento (moderação) de neutrões, dando aos reactores CANDU a sua importante e marcante característica de elevada "economia de neutrões".

## Desenho de armas nucleares
Especulações iniciais acerca de armas nucleares assumiam que uma "bomba atómica" seria constituida por uma grande quantidade de material físsil, moderado neutronicamente, e similar estruturalmente a um reactor nuclear. A ideia de uma reacção em cadeia de neutrões rápidos em urânio ou plutónio puramente metálicos apenas foi seguida pelo Projecto Manhattan. Outros desenhos nuclearmente moderados foram também considerados pelos EUA; as propostas incluiram a utilização de hidreto de urânio como material físsil. Em 1943, Robert Oppenheimer e Niels Bohr consideraram a possibilidade de usar uma "pilha" (do inglês pile, termo primitivo usado para designar um reactor nuclear) como arma. A motivação consistia no facto de que com um moderador de grafite seria possivel atingir a reacção em cadeia sem recorrer à separação isotópica. Em Agosto de 1945, quando a notícia dos bombardeamentos de Hiroshima e Nagasaki chegou a Werner Heisenberg, cientista-chefe do programa nuclear alemão e prisioneiro em Farm Hall (Inglaterra), este colocou a hipótese de o aparelho ser "algo como um reactor nuclear, com os neutrões abrandados por várias colisões com um moderador".
Após o sucesso do Projecto Manhattan, todos os principais programas nucleares têm dependido da inclusão de neutrões rápidos no desenho das suas armas. A excepção notável é a bomba de hidreto de urânio. O objectivo do desenho criado pelo Laboratório Nacional de Lawrence Berkeley era produzir uma explosão suficientemente potente para explodir uma arma termonuclear com uma quantidade mínima de material físsil. Os núcleos das várias bombas testadas eram compostos por hidreto de urânio, tendo em algumas sido usado o hidrogénio como moderador nuclear, enquanto que noutras foi usado o deutério. Os testes produziram rendimentos de cerca de 200 toneladas de TNT, tendo sido considerados fiascos.
O maior benefício de usar um moderador num explosivo nuclear é a possibilidade de reduzir enormemente a quantidade de material físsil necessária para atingir criticidade. O abrandamento de neutrões rápidos reduz a secção secção eficaz de captura neutrónica, reduzindo assim a massa crítica. No entanto, um efeito secundário reside no facto de o moderador aumentar de temperatura à medida que a reacção em cadeia progride, perdendo capacidade de arrefecimento dos neutrões.
Outro efeito da moderação é o aumento do tempo entre gerações de neutrões subsequentes, abrandando a reacção. Tal torna a contenção da explosão um problema; a inércia que é usada para confinar as bombas de tipo implosivo não é capaz de confinar a reacção. O resultado final pode ser um estalido em vez da esperada explosão.
O poder explosivo de uma detonação completamente moderada é, assim, limitado, podendo ser, no pior caso, igual a uma explosão química de massa idêntica. Mais uma vez citando Heisenberg: "Nunca se pode fazer um explosivo com neutrões lentos, nem mesmo com a máquina de água pesada, pois então os neutrões terão apenas velocidades térmicas, resultando numa reacção tão lenta que se dá a explosão cedo demais, antes da reacção estar completa."
Embora uma bomba nuclear que funcione com neutrões térmicos seja impraticável, os desenhos modernos de armas podem, ainda assim, beneficiar de algum nível de moderação nuclear. Uma concha de berílio usada como reflector de neutrões actuará também como moderador.

## Materiais usados
- Hidrogénio, presente em água comum ("água leve"), em reactores de água leve. Estes requerem urânio enriquecido para operar.
  - Há também propostas de usar o composto formado pela reacção química de urânio metálico com hidrogénio (hidreto de urânio UH3) enquanto combustível e moderador num novo tipo de reactor.[14][15]
  - Hidrogénio é também usado na forma de líquido criogénico metano e, por vezes, hidrogénio líquido enquanto fonte fria de neutrões em alguns reactores de pesquisa, resultando numa distribuição de Maxwell-Boltzmann para os neutrões cujo máximo está deslocado para muito menores energias.
- Deutério, na forma de grafite de elevada qualidade, em reactores de água pesada. Os reactores moderados com água pesada (e.g., CANDU) podem usar urânio natural não-enriquecido.
- Carbono, na forma de grafite de alta qualidade ou de carbono pirolítico, usado em, e.g., reactores RBMK e PBR, ou em compostos como o dióxido de carbono.[16] Reactores de baixa temperatura são susceptíveis à acumulação de energia de Wigner no material. Tal como os que são moderados a deutério, alguns destes reactores podem usar urânio natural não-enriquecido.
  - É também deliberadamente permitido o aquecimento da grafite até cerca de 2000 K (ou mais, em alguns reactores de investigação) para produzir uma fonte de neutrões quentes: obtém-se assim uma distribuição de Maxwell-Boltzmann cujo máximo é "espalhado" para gerar neutrões de energias mais elevadas.
- Berílio, na forma de metal. O berílio é caro e tóxico, pelo que o seu uso é limitado.
- Lítio-7, na forma de um sal de fluoreto, tipicamente em conjunção com berílio na forma de LiF/BeF2. Este é o tipo de moderador mais comum em reactores a sais fundidos.

Outros materiais de núcleos leves são inadequados por várias razões. Hélio é um gás e não é possível que atinga densidade suficiente, e lítio-6 e boro absorvem neutrões.